# Кригель, Франтишек
Франтишек Кригель (чеш. František Kriegel; 10 апреля 1908, Станиславов (Ивано-Франковск) — 3 декабря 1979, Прага) — чехословацкий коммунистический политик еврейского происхождения, активист, военный врач интербригады в Испанской гражданской войне, видный деятель Пражской весны. Член ЦК КПЧ, председатель Национального фронта ЧССР. После вторжения в Чехословакию войск Варшавского договора отказался подписать «Московский протокол». Последнее десятилетие жизни был чехословацким диссидентом, подписал Хартию-77. Известен также как доктор медицины.

## Биография

### Молодость и учёба
Родился в семье галицких евреев. Его отец, Георг Криегель, был мелким строительным подрядчиком. Родной город Франтишека Кригеля Ивано-Франковск назывался тогда Станиславов и принадлежал Австро-Венгерской империи. В десятилетнем возрасте Франтишек лишился отца. С четырнадцати лет зарабатывал частными уроками.
Распространённый в межвоенной Польше антисемитизм вынудил Франтишека Кригеля в 1926 году перебраться на учёбу в Чехословакию. Обосновался в Праге, поступил на немецкий медицинский факультет Карлова университета. В годы учёбы подрабатывал подмастерьем в сапожной мастерской, статистом в Национальном театре, продавал сосиски и колбасы на стадионах во время футбольных матчей, разгружал железнодорожные вагоны, был подсобником в больнице. В 1934 году, Кригель защитил диплом врача. Работал ревматологом в клинике в пражском районе Винограды.
Идейно-политически Франтишек Кригель придерживался крайне левого мировоззрения. Ещё в Польше он примыкал к организациям рабочей молодёжи. В 1931 году, во время Великой депрессии, вступил в Компартию Чехословакии (КПЧ).

### Врач на двух войнах
После начала в 1936 году гражданской войны в Испании, отправился воевать на стороне республиканцев. Был начальником медслужбы 11-й интербригады и 45-й республиканской дивизии. Участвовал в боях в качестве военврача. Дослужился до звания майора республиканской армии. Другие коммунисты-интербригадисты писали на него доносы (отправленные советскими советниками в Москву), обвиняя его в троцкистской фракционности.
После поражения в феврале 1939 республиканцев и победы франкистов, Франтишек Кригель через Пиренеи отступил во Францию, где был интернирован как лицо без гражданства сначала в Сен-Сиприен, а затем в Гюрс-сюр-Мер. В заключении находился до 10 августа 1939 года, возвращение в оккупированную нацистами Чехословакию было для него невозможно.
Через Международный Красный Крест он (в составе группы 20 врачей, включая доктора Бедржиха Киша, брата коммунистического журналиста, писателя и авантюриста Эгона Э. Киша) был направлен в качестве врача в Китай, находившийся в состоянии войны с Японией с 1937 года. Во время китайско-японской войны Франтишек Кригель служил в полевом госпитале китайской армии. В одном из боёв с японцами он один вылечил около 50 раненых солдат союзников. Вместе с китайскими республиканскими войсками отступил в Бирму, в расположение британских и американских войск. Представители союзного командования отмечали отличную медицинскую подготовку и бесстрашие Кригеля в боях.
После вторжения Германии в СССР в 1941 году Кригель явился в советскую миссию  в Чункине и подал заявление с просьбой зачислить его добровольцем в ряды РККА. Его жест был воспринят весьма положительно – однако уведомления о вступлении в армию он не получил до конца войны. В невероятно тяжелых и примитивных условиях (врачи-добровольцы обязались жить и питаться так же, как китайские солдаты) Кригель организует армейскую медицинскую службу, обучает медицинский персонал и передает свой богатый опыт войны в Испании, а до Рождества 1942 года участвует в боевых действиях на фронт в провинции Хунань. В то время японцы уже заняли все китайские порты и тем самым отрезали китайские войска от поставок военной техники и припасов союзников. Последний оставшийся маршрут военного транспорта, пролегавший через индийский Ассам на юго-запад Китая, также находился под угрозой перекрытия. Ввиду жизненной важности этой дороги в Ассам (Бирма) китайская армия направляет туда свои войска для отражения японского наступления совместно с американскими британскими и индийскими войсками. Вместе с китайскими войсками, согласно инструкциям Коммунистической партии Китая, на это поле боя в тропических джунглях прилетает и ряд добровольцев-медиков из Испании. Среди них был Кригель, так как  ни он, ни другие добровольцы не были членами китайской армии, а управление всей бирманской операцией находилось в руках американской армии, Китайский Красный Крест ведет переговоры об их включении в качестве хирургов-контрактников американской армии с китайскими подразделениями.
Вернулся домой осенью 1945 года в Чехословакию после капитуляции Японии и окончания Второй мировой войны.

### Карьера после войны
Продолжая работать врачом, будучи убеждённым коммунистом, включился в деятельность коммунистической партии. Был секретарём Пражского комитета партии, организатором коммунистической Народной милиции. Являлся одним из основных руководителей партийных силовых структур, заместителем Йозефа Павела. Кригель активно участвовал в Февральском перевороте 1948 года, приведшем КПЧ к монопольной власти и установившем диктатуру Клемента Готвальда. Даже внутри тогдашней партии, он принадлежал к радикальному крылу, т. е. радикальным сталинистам. Он предлагал, чтобы у народной милиции было больше пистолетов-пулемётов, больший запас боеприпасов в дополнение к винтовкам, и чтобы они (во время переворота в феврале 1948 года) имели право стрелять, когда сочтут нужным.
В период с мая 1949 года по 1952 год, был членом правительства Антонина Запотоцкого и занимал пост заместителя министра здравоохранения. С этого времени у него начались конфликты с партийным руководством. Кригель выступал категорически против подбора кадров по политико-идеологическому принципу, настаивал на приоритете профессиональных качеств, поддерживал беспартийных специалистов, защищал важных врачей (профессора Харвата, профессора Йонаша и других), чтобы они могли продолжать работать как «буржуазные эксперты».
В начале 1950-х Готвальд начал чистки партийно-государственного аппарата. Под ударом оказались прежде всего евреи и бывшие бойцы интербригад. Кригель был обвинён в «торможении фармацевтического производства», отстранён от должности и вынужден покинуть Прагу. Стал работать на заводах ЧКД, откуда был уволен через 3 месяца. Он критиковал тот факт, что в то время в производство были включены сотрудники офисов и других сфер (сельского хозяйства, транспорта и т. д.). Они легко получали травмы на производстве или заболевали, что было причиной большого количества прогулов. В ходе процесса Сланского против Кригеля начали выдвигаться политические обвинения, однако до преследования дело не дошло и он не был арестован (хотя Госбезопасность его расследовала), поскольку его защищал Антонин Новотный, который после падения Рудольфа Сланского осенью 1951 года выдвинулся в высшее руководство коммунистической партии. До 1957 года работал врачом общей практики, несколько раз переводился на разные должности в разных учреждениях.
Все обвинения были сняты с Кригеля в 1957, после XX съезда КПСС. В том же году за своё активное участие в февральском перевороте 1948 года он был награжден Орденом 25 февраля, впоследствии награжден орденами Красной Звезды и Труда.

### Вершина политической карьеры
В конце 1960 года он отправился на Кубу в качестве советника Фиделя Кастро для организации местной системы здравоохранения. Занимался военно-медицинской подготовкой кубинских вооружённых сил, организовывал гражданское медицинское обеспечение, особое внимание уделяя гинекологии, родильным палатам и способствовал повсеместной вакцинации детей против полиомиелита. Также дал толчок открытию там нескольких медицинских факультетов и основал на Кубе несколько профессиональных медицинских журналов. Находился на Кубе во время боёв на Плайя-Хирон и Карибского кризиса. В то же время Кригель имел контакты с кубинскими коммунистами из антикастровской «микрофракции» и выражал понимание их позиции. За время своего пребывания на Кубе, потерял все иллюзии относительно режима Кастро, в частном порядке описывая Фиделя Кастро как наркомана, который намеренно преувеличивает собственную значимость и характеризировал состояние кубинской экономики как близкую к краху.
В 1963 году вернулся в Чехословакию. Первый секретарь ЦК КПЧ Антонин Новотный предложил ему руководящую партийную должность, но Кригель предпочёл оставаться медиком. В 1964 году Кригель был избран депутатом Национальное собрание ЧССР от Праги. Был избран председателем комитета по иностранным делам. В 1966 году профессионально
числился заведующим стационарным отделением НИИ ревматических болезней в Праге, а после защиты кандидатской диссертации в университете получил звание кандидата наук (CSc).. В том же году был избран на XIII съезде партии в Центральный Комитет КПЧ. Позиционировался как оппонент неосталинистской политики Новотного (хотя в своё время сам был сталинистом). Призывал усилить депутатский контроль над правительственными учреждениями и критику министров — «даже если она им не нравится». Настаивал на гласности и открытости в государственных учреждениях. Он также работал врачом первичной медико-санитарной помощи (регулярно посещал дежурства) и регулярно ездил на работу на трамвае, что отличало его от других коммунистических функционеров, которые водили только служебные автомобили с официальным водителем.

### Деятель Пражской весны
В начале 1968 года Франтишек Кригель решительно поддержал избрание первым секретарём Александра Дубчека и проводимый курс Пражской весны. В партийном руководстве Кригель занимал наиболее радикальные реформаторские позиции, пропагандировал идеи еврокоммунизма и демократического социализма. Одновременно во внешней политике он призывал преодолеть зависимость от Москвы и переориентироваться с СССР на Китай. Его высказывания можно было понять как призывы к политическому плюрализму и парламентской демократии (хотя буквально таких терминов он не употреблял):

Мы хотим процветающего справедливого демократического государства, обеспечивающего гражданам равные права и возможности.

В апреле 1968 года Франтишек Кригель стал председателем Национального фронта Чехословакии (НФЧ) — формальной коалиции КПЧ, и её организаций и партий-сателлитов. Под его руководством формально некоммунистические группы постепенно обретали самостоятельность. НФЧ превращался в потенциальный генератор многопартийности. 23 мая 1968 Кригель вместе с Йозефом Смрковским и Алоисом Индрой участвовал в переговорах о восстановлении Социал-демократической партии, однако он сам отверг идею восстановления этой партии. Будучи председателем НФЧ, он решительно отверг деятельность Клуба К-231 (клуба бывших политических заключенных) и КАН (Клуба ангажированных беспартийных).
Политическое влияние Кригеля резко усилилось введением в состав Президиума ЦК. В то же время Кригель не оставлял медицинской деятельности, продолжал работать главврачом.
Позиция и выступления Франтишека Кригеля снискали ему широкую популярность в чехословацком обществе. Одновременно он сделался ненавистной фигурой для сталинистских ортодоксов, руководителей КПСС и консервативных функционеров КПЧ. Крайне негативно воспринимали Кригеля руководители государств Варшавского договора, прежде всего СССР, ГДР и ПНР. В случае Владислава Гомулки и его сподвижников враждебность к Кригелю усиливалась его национальностью (в том же году в Польше была развёрнута антисемитская кампания).
Во время встречи чехословацкого и советского партийного руководства в Чьерна-над-Тисоу 29 июля — 1 августа 1968 года в адрес Кригеля как звучали антисемитские оскорбления, особенно от первого секретаря ЦК Компартии Украины Петра Шелеста, а Йозефу Смрковскому пришлось заявить протест против коверкания фамилии товарища по Президиуму ЦК КПЧ.

### Отказ в Москве
21 августа 1968 началось вторжение в Чехословакию войск Варшавского договора. Франтишек Кригель вместе с Александром Дубчеком, Олдржихом Черником, Йозефом Смрковским и другими лидерами Пражской весны был арестован агентами StB и КГБ и доставлен в Москву. Руководители КПСС потребовали подписать «Московский протокол», означавший фактическую капитуляцию и полный отказ от курса Пражской весны.
Франтишек Кригель стал единственным из чехословацких руководителей, категорически отказавшимся подписать этот документ. Ни давление советских лидеров (ему даже отказывались выдавать лекарства), ни требования Густава Гусака, ни призывы президента Людвика Свободы не возымели действия.

Не позволил себя сломать только Франтишек Кригель. «Можете стрелять, можете в Сибирь сослать, но не подпишу», — сказал Брежневу еврейский врач родом из украинского Ивано-Франковска.

Леонид Брежнев откровенно заявил, что в таких обстоятельствах Кригель не может быть отпущен в Чехословакию — дабы Чехословаки не получили в его лице национального героя. Сам Кригель был готов к заключению или даже худшему — он лишь попросил соотечественников позаботиться о его жене. Однако Людвик Свобода и Александр Дубчек заявили, что возвращение без Франтишека Кригеля невозможно, поскольку вызовет взрыв протестов в Чехословакии. Этот аргумент был принят, Франтишек Кригель возвратился в Прагу. Перед вылетом в аэропорту его задержали на два часа и вернули к делегации только после настойчивых просьб Дубчека и Свободы.

### Поднадзорный диссидент
После возвращения в страну, Франтишек Кригель был исключён из ЦК КПЧ и лишился должности председателя Национального Фронта. Он стал одним из четырёх депутатов Национального собрания ЧССР, проголосовавших против договора о размещении Советских войск на территории Чехословакии. 30 мая 1969 состоялось заседание ЦК КПЧ, на котором принималось решение об исключении Кригеля из партии. Сам Кригель подтвердил свои прежние позиции:

Я отказался подписать так называемый «Московский протокол» потому, что подпись требовали в то время, когда республика была оккупирована военной силой без консультации с законными органами страны и вопреки желанию нашего народа… Договор подписан не самопишущей ручкой, а силой пушек и пулеметов.

После федерализации страны в 1969 году, Кригель стал депутатом Палаты народа Федерального собрания ЧССР от избирательного округа Прага 4. Однако после исключения из партии, он был лишён депутатского мандата. Ему была запрещена и врачебная практика. Проживал с женой в двухкомнатной квартире на скромную пенсию.
Над Кригелем был установлен постоянный надзор госбезопасности. Была устроена кампания травли: газетные нападки, анонимные угрозы и оскорбления (часто антисемитского характера), нападение на жену в квартире — которому Кригель дал успешный и жёсткий физический отпор, использовав свои спортивные и военные навыки. Травля была инициирована лично Гусаком, но сам же Гусак распорядился её остановить, поскольку не желал восстанавливать в обществе атмосферу тех времён, когда он сам был репрессирован.
В отличие от большинства других лидеров Пражской весны, Франтишек Кригель не примирился и не отступил от своей общественной позиции. Он примкнул к диссидентскому движению, одним из первых подписал он Хартию-77. В 1976 году Кригель передал в посольство Китая соболезнования в связи со смертью Чжоу Эньлая. Этот акт имел большой политический смысл, поскольку именно Чжоу Эньлай как премьер Госсовета КНР выступил с осуждением вторжения в Чехословакию и призывал чехословацкий народ сопротивляться интервентам.
Имя Франтишека Кригеля было широко известно в мире. Переписку с Кригелем инициировал Андрей Дмитриевич Сахаров. Несмотря на полицейский надзор, более двухсот человек явились к нему 10 апреля 1978 — поздравить с 70-летием. В Мадриде еврокоммунистическая Компартия Испании организовала специальную конференцию под председательством Сантьяго Каррильо (приглашённый Кригель не смог приехать, поскольку власти отказали ему в загранпаспорте, однако передал магнитофонную запись своей речи).

### Кончина
18 сентября 1979 года был госпитализирован с инфарктом. Через несколько месяцев, 3 декабря, скончался в возрасте 71 года. Его тело было немедленно изъято полицией и тайно кремировано. Власти обоснованно опасались, что траурные мероприятия обернутся антиправительственной демонстрацией.
Урна с прахом Франтишека Кригеля десять лет хранилась у друзей. Церемония захоронения в Мотоле состоялась лишь в декабре 1989, во время Бархатной революции.

## Память
В современной Чехии Франтишек Кригель считается национальным героем (как и предполагал Брежнев). В заслугу ему ставится не столько даже его роль в Пражской весне, сколько отказ подписать «Московский протокол», стойкость и активность в последнее десятилетие. Философ и историк Карел Косик сравнил Франтишека Кригеля с Яном Гусом, эта мысль многими поддержана. Поведение Кригеля в Москве («Гус на Констанцском соборе») рассматривается как спасение национальной чести.
С 1987 года ежегодно присуждается правозащитная премия Франтишека Кригеля, финансируемая Фондом Хартии-77. На доме, где жил Кригель в Праге, и на здании больницы, где он работал, установлены мемориальные доски. В 2015 году президент Чехии Милош Земан присвоил Франтишеку Кригелю орден Томаша Гаррига Масарика посмертно.
В то же время, большинство депутатов муниципального совета Праги 2 отклонили предложение Земана объявить Франтишека Кригеля почётным гражданином муниципалитета Своё решение представители правой Гражданской демократической партии обосновали тем, что в биографии Кригеля есть не только заслуги 1968 года: кроме этого, он «двадцать лет строил коммунизм, участвовал в февральском перевороте и помог Готвальду установить диктатуру». Особым доводом против почётного гражданства был назван орден, полученный Кригелем за 25 февраля 1948.
В августе 2018 — к 50-летию событий 1968 года — в Чехии издан роман о Франтишеке Кригеле Muž, který stál v cestě — Человек, преградивший путь. Автор — известный кинематографист Иван Фила — работает над биографическим фильмом о Кригеле.

## Семья и личность
Более тридцати лет Франтишек Кригель был женат на Риве Кригловой (урождённая Любецкая). Рива Любецкая, родом из белорусского Несвижа, в юности была активисткой сионистского движения, организовала киббуц в Палестине. Затем вернулась в Европу и вместе с первым мужем Павлом Фридом участвовала в коммунистической группе антинацистского Сопротивления во главе с Юлиусом Фучиком. Была арестована гестапо, заключена в Освенцим, затем в Равенсбрюк.
Павел Фрид погиб в Освенциме. Рива Любецкая дожила до освобождения. После войны вышла замуж за Франтишека Кригеля и до конца жизни мужа оставалась его единомышленницей и соратницей. 92-летняя Рива Криглова скончалась в 2001 году (пережив драматичное переосмысление и отрицание идеологии коммунизма).
Люди, знавшие Франтишека Кригеля, отмечали такие черты его характера, как упорство, целеустремлённость, глубокую убеждённость, развитое чувство долга, жёсткость к себе и другим. В то же время он был человеком открытым, доброжелательным, склонным к эмоциональному веселью. Многие удивлялись его работоспособности — уже в пожилом возрасте он проявлял такую энергию, что вызывал зависть у молодых. К материальным благам он был искренне равнодушен, радость жизни находил в трудоголизме, борьбе и риске.